# Fort Masmak

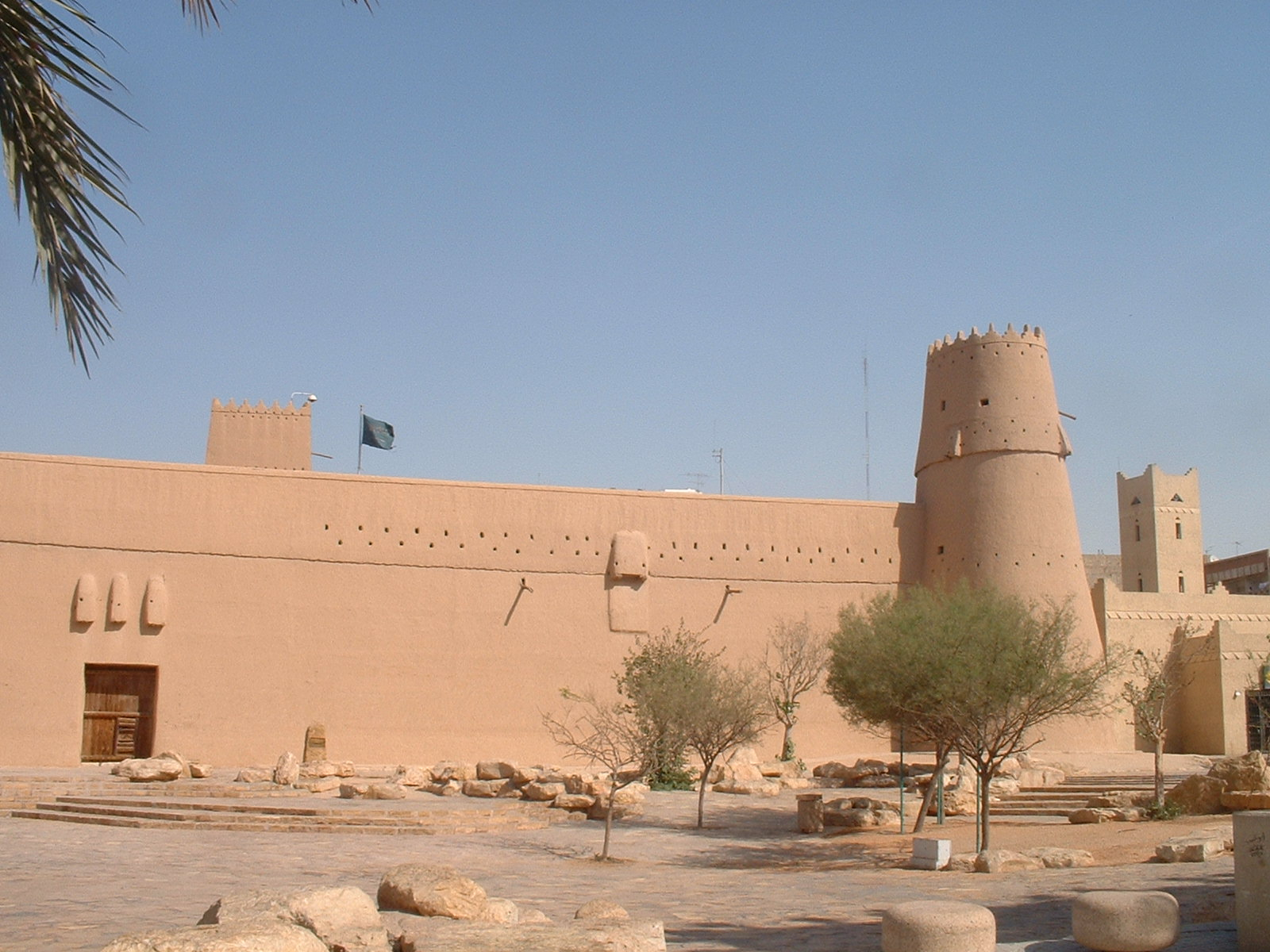
Fort Masmak

Das Fort Masmak (arabisch قصر المصمك, DMG Qaṣr al-Maṣmak) ist eine Festungsanlage in der saudi-arabischen Hauptstadt Riad, die in der Geschichte des Landes eine besondere Rolle spielte.

## Geschichte
Das Fort wurde um das Jahr 1865 im Hauptort des arabischen Stammes der Al Saud erbaut. Die Al Saud waren durch innere Zwistigkeiten so geschwächt, dass sie in den Folgejahren unter die Oberherrschaft der Āl Raschīd aus Ha'il kamen, die nördlich von Riad ihr eigenes Reich ausbauten und das Innere der Arabischen Halbinsel unterwarfen. 1891 vertrieben sie die Al Saud aus Riad, die in Kuwait ins Exil gingen.
Im Januar 1902 gelang es dem jungen Emir Abd al-Aziz ibn Saud in einem Handstreich zusammen mit sieben Getreuen das Fort Masmak zu überrennen und die Stadt Riad in Besitz zu nehmen. Dieser Überfall auf das Fort im Zentrum der Handelsaktivitäten der Stadt und die Inbesitznahme des seit 1824 angestammten Territoriums der Al Saud war der Beginn der Eroberung des gesamten Gebiets des heutigen Saudi-Arabien, die erst 1932 mit der Eroberung des Asir abgeschlossen war.

## Bauwerk
Das Fort Masmak wurde auf einem Steinfundament aus lehmverputzten Lehmziegeln im Zentrum der heutigen Altstadt von Riad errichtet. Auf den Ecken des Quadrats aus dicken Mauern stehen jeweils Wachttürme. Der einzige Zugang in die Festung ist ein aus Palmstämmen gebautes Tor von 3,65 Metern Höhe und 2,65 Metern Breite. In der Mitte des Tors befindet sich eine Tür, die gerade so breit ist, dass jeweils nur ein Mensch in die Festung herein- oder herausgelangen konnte.
Innerhalb des Forts befinden sich auch eine Moschee und ein Brunnen. Die Decken der Innenräume bestehen aus bemalten Palmenstämmen. Die Verbindungstüren im labyrinthartigen Grundriss aus Innenhöfen und Räumen sind ebenfalls bemalt.

## Nutzung
Fort Masmak wurde von 1902 bis 1938 als Regierungssitz des Königreichs genutzt. Erst dann war ein neuer Palast, der Murabba-Palast, nördlich von Alt-Riad fertiggestellt. Beide Bauwerke dienen heute als Museen und sind unter anderen Gebäuden Teil des King Abdulaziz Historical Centre von Riad.

## Bilder

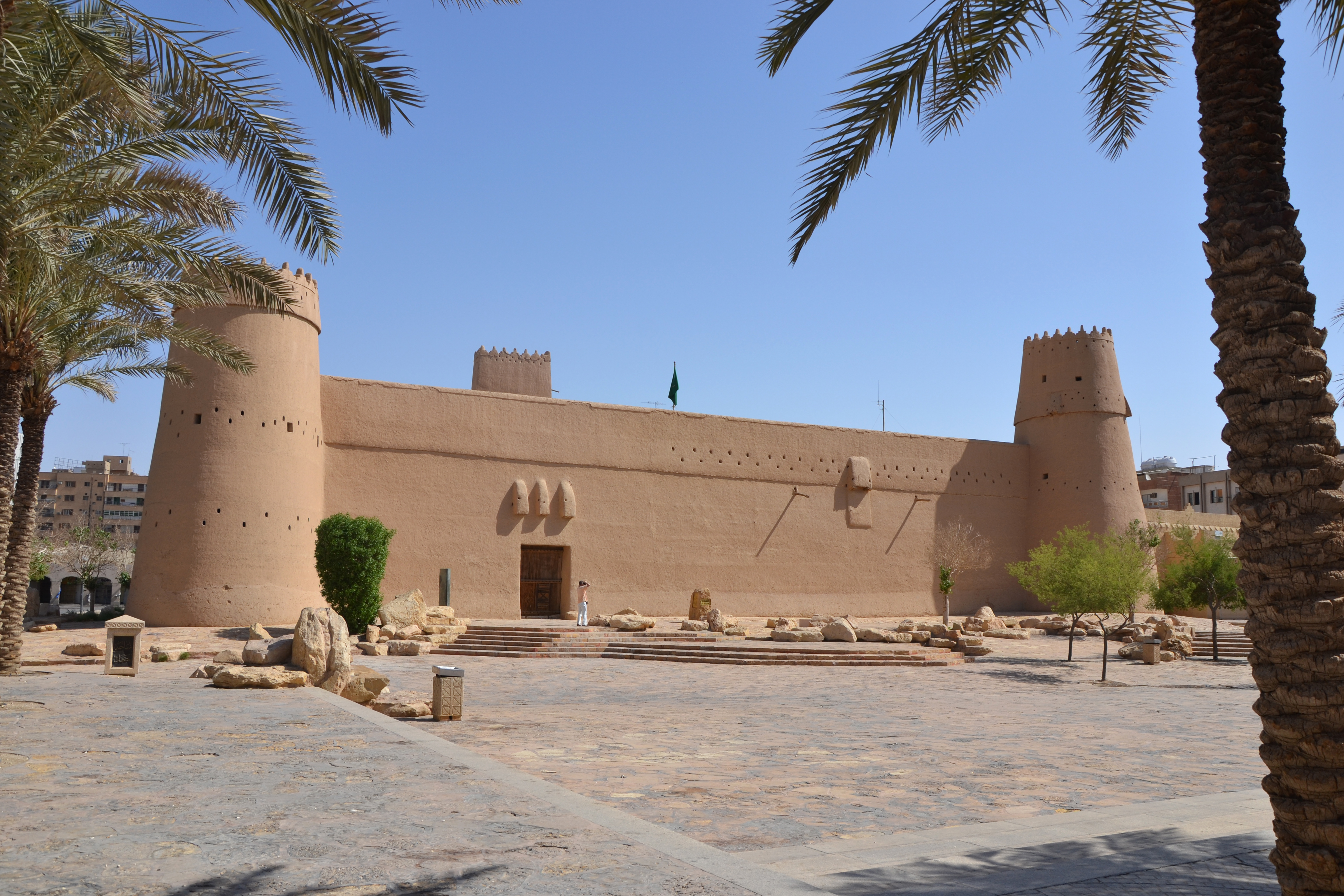
Platz vor dem Fort, 2011.
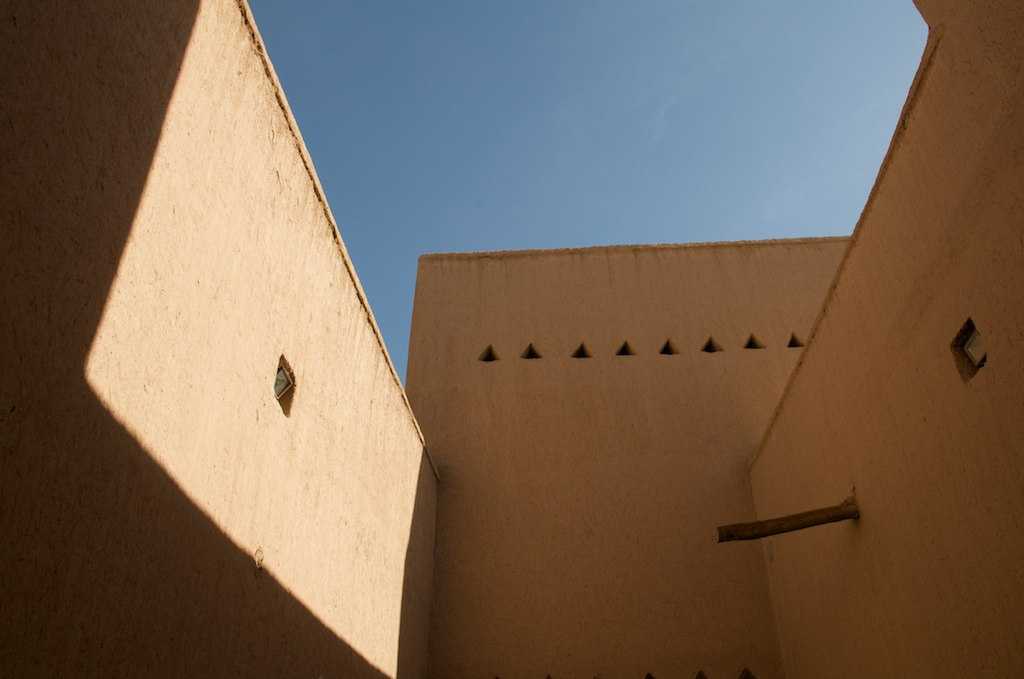
Innen, 2009.
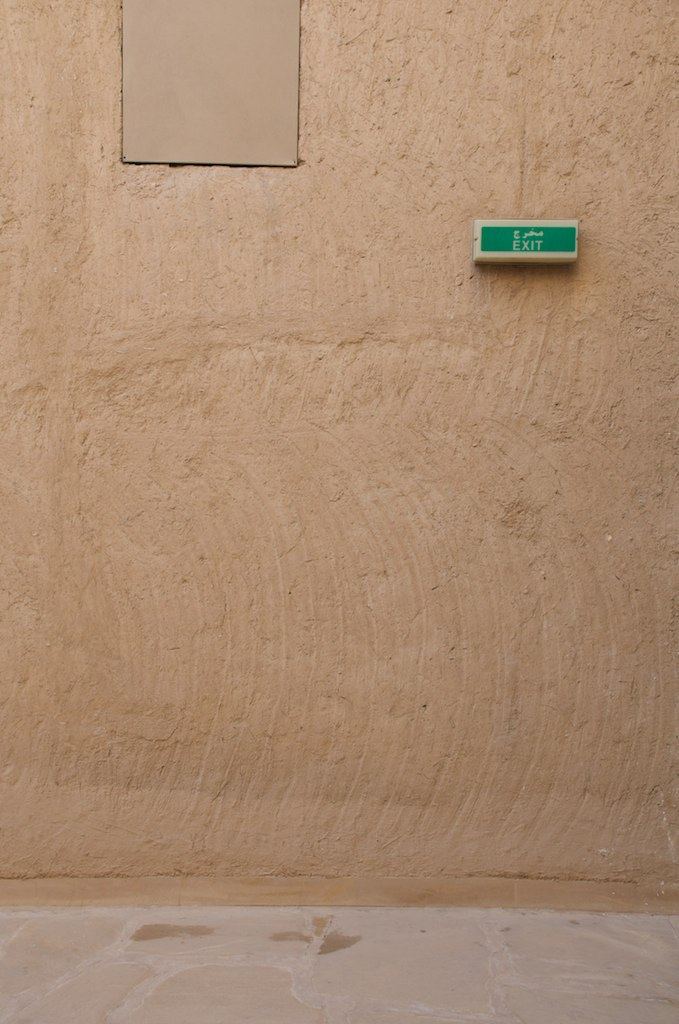
Innen, 2009.
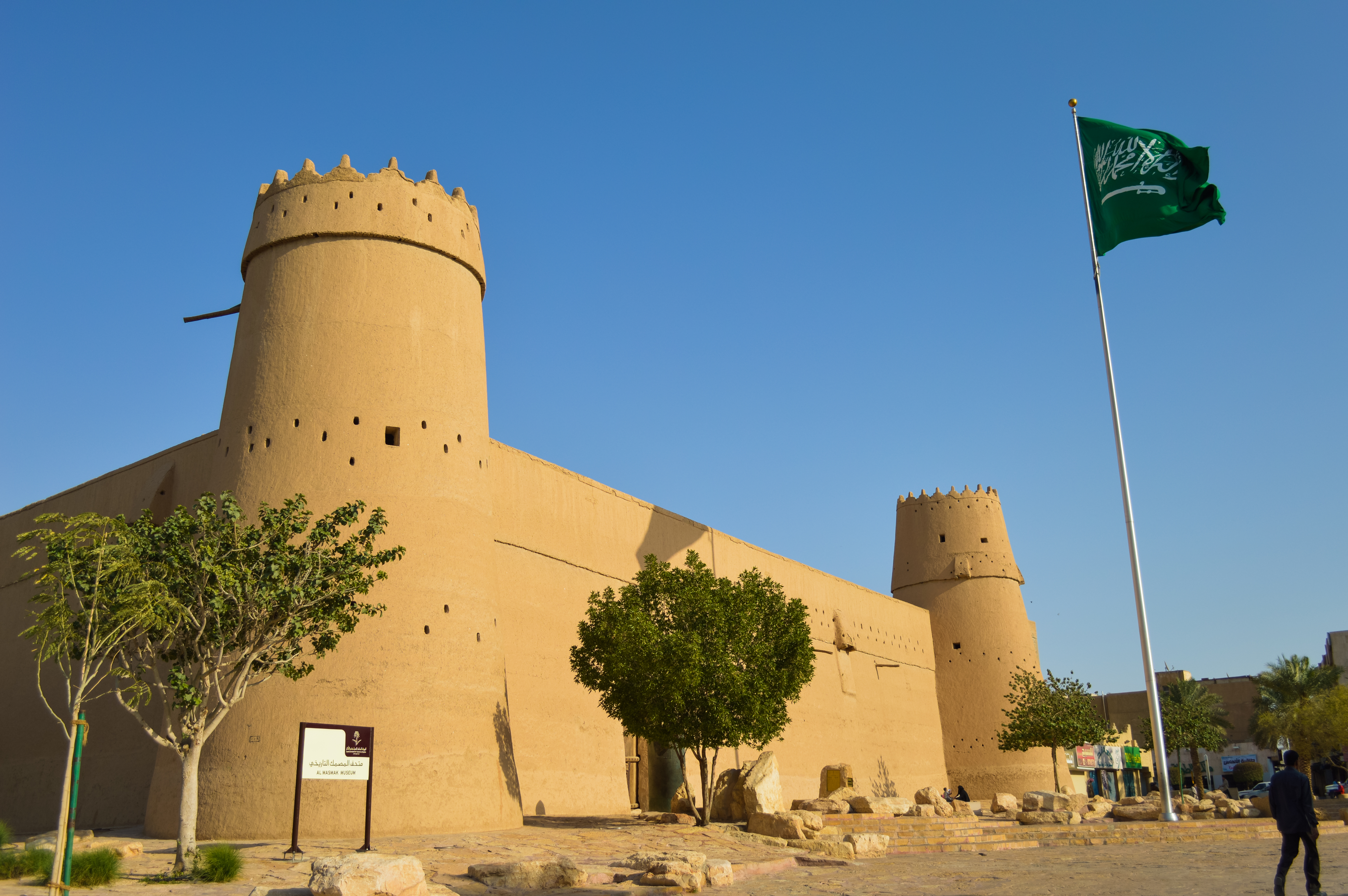
Fassade, 2014.
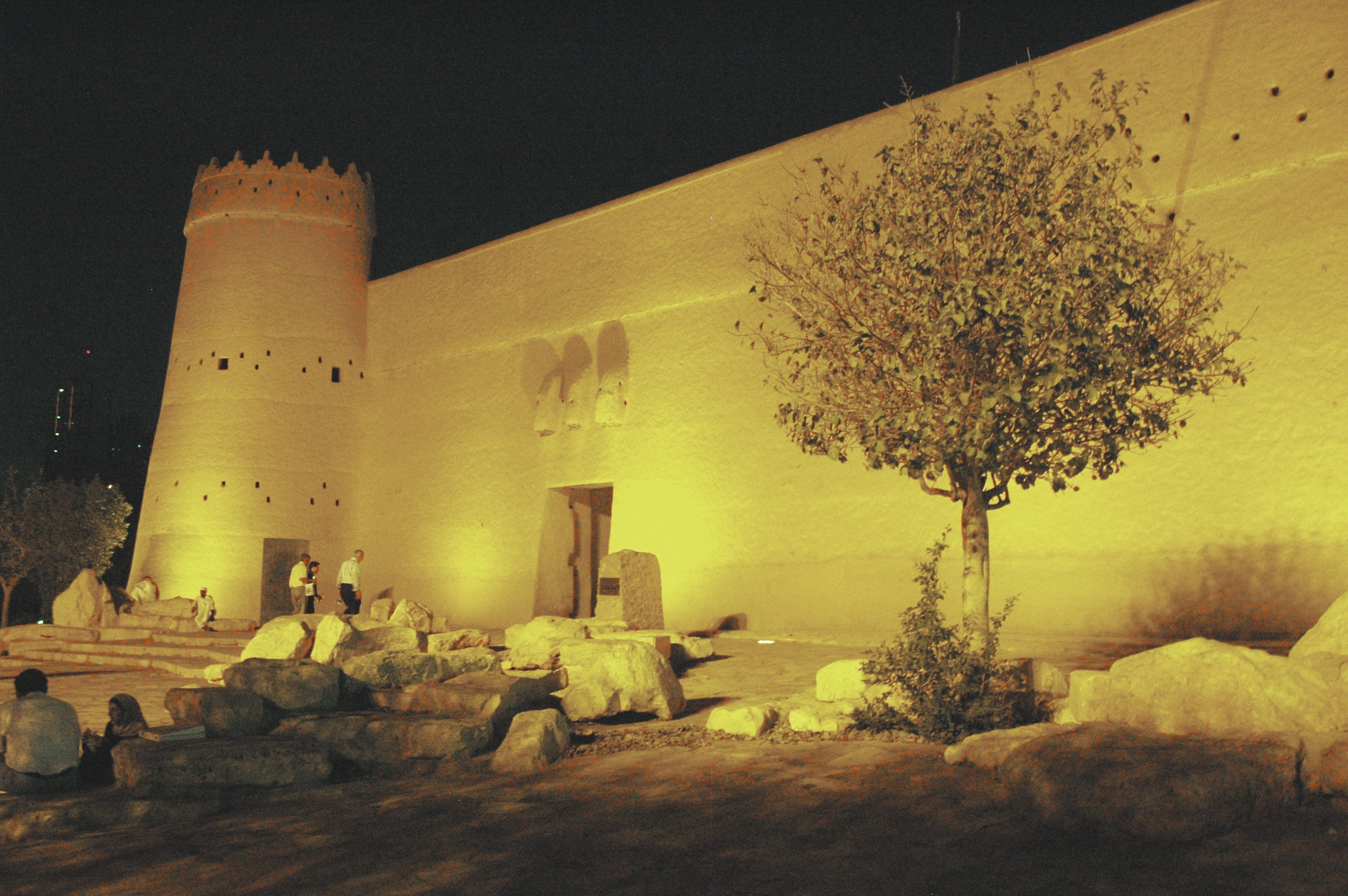
Nächtliche Beleuchtung, 2008.